# Jastrubszczyna
Jastrubszczyna (ukr. Яструбщина) – wieś na Ukrainie, w obwodzie sumskim, w rejonie szosteckim, w hromadzie Esmań. W 2001 liczyła 307 mieszkańców.